# Колодій Олена Михайлівна
Олена Михайлівна Колодій (порт. Helena Kolody, 12 жовтня 1912, Круз-Машадо — 15 лютого 2004, Куритиба) — бразильська поетеса українського походження, перекладачка, член української діаспори в Бразилії. Писала вірші португальською мовою.

## Життєпис
Народилась 12 жовтня 1912 року у місті Круз-Машадо, штат Парана, в родині українських імігрантів з Галичини. Батько Михайло Колодій (1881—1941) приїхав до Бразилії у 1894 році, мати Вікторія Шандровська (1892—1975) прибула у 1911 році. Батько поетеси був одним із засновників першого українського товариства «Просвіта» в Куритибі та членом видавничого комітету першої української газети в Бразилії «Зоря».
Зростала у місті Трес-Баррас, початкову школу закінчила у 1922 році у місті Ріо Негро. У школі викладала тітка поетеси Роза Колодій, яка навчила племінницю писати й читати українською. У 1927 переїхали до Куритиби та вступила до Нормальної Школи, яку закінчила у 1931 році із дипломом вчителя. У 1932 почала працювати в початковій школі Ріо Негро, у 1937 стала вчителькою Нормальної Школи в Куритибі, де пропрацювала 23 роки аж до виходу на пенсію.
Писати вірші португальською мовою почала у 13 років. Дебютувала 1929 у журналі «O Garoto» віршем «Lágrima» («Сльоза»). Перша збірка «Paisagem Interior» («Внутрішній пейзаж») вийшла у 1941 році. Займалася перекладом деяких українських поетів португальською, зокрема переклала два вірша Тараса Шевченка («Думи мої», «Чого мені тяжко»). У 1950-х рр. стилістично редагувала португальські переклади українських поезій, що увійшли до книги «Antologia da literatura ucraniana» («Антологія української літератури» під редакцією Віри Вовк, 1959; 1977).
1992 С. Бак зняв стрічку «Вавілон світла», де авторка читає власні вірші. У 2006 вийшла документальна стрічка «Олена з Куритиби» режисера Ж. Мело.

## Збірки віршів
- Paisagem Interior («Внутрішній пейзаж», 1941)
- Música Submersa («Занурена музика», 1945)
- A Sombra no Rio («Тінь на ріці», 1951)
- Vida Breve («Коротке життя», 1965)
- Era Espacial («Простірна ера», 1966)
- Trilha Sonora («Дзвінка стежка», 1966)
- Tempo («Час», 1970)
- Infinito Presente («Наявна безконечність», 1980)
- Sempre Palavra («Завжди слово», 1985)
- Poesia Mínima («Найменша поезія», 1986)
- Ontem, Agora («Вчора-тепер», 1991)
- Reika («Рейка», 1993)